# Крученозубка нахилена
Крученозубка нахилена (Tortula cernua) — вид мохів порядку потіальних (Pottiales).

## Поширення
Батьківщиною є Європа, Північна Америка, Азія.
Населяє ґрунт, вапняк; від низьких до помірних висот.

## Характеристика
Листки еліптичні, верхівка від широкогострої до округло-гострої, мукронатна, краї загнуті. Вид автоікозний. Коробочкові ніжки 0,6–1,2 см. Коробочка короткоциліндрична, зігнута чи яйцювата, двосторонньо симетрична, поникла чи іноді майже горизонтальна, урноподібна, 1–1,8 мм; перистом слабкий. Спори 25–35 мкм, кулясті, щільно бородавчасті. Коробочки зрілі влітку.